# Saint-Symphorien-de-Lay
Saint-Symphorien-de-Lay är en kommun i departementet Loire i regionen Auvergne-Rhône-Alpes i centrala Frankrike. Kommunen ligger i kantonen Saint-Symphorien-de-Lay som tillhör arrondissementet Roanne. År 2022 hade Saint-Symphorien-de-Lay 1 976 invånare.

## Befolkningsutveckling
Antalet invånare i kommunen Saint-Symphorien-de-Lay
| Referens: INSEE |